# Shivering Sherlocks
Shivering Sherlocks (br.: A ameaça tem graça) é um filme curta metragem estadunidense de 1948, dirigido por Del Lord. É o 104º de um total de 190 filmes da série com os Três Patetas produzida pela Columbia Pictures entre 1934 e 1959. Foi o último trabalho de Del Lord como diretor na série dos Três Patetas.

## Enredo
Três perigosos bandidos fogem da cadeia e assaltam um carro blindado. Os Três Patetas viram o assalto e se esconderam numa lata de lixo mas são descobertos pela polícia e levados à delegacia como suspeitos do crime. Depois de serem submetidos ao detector de mentiras ele são libertados com a ajuda da sua amiga Gladys Harmon (Christine McIntyre), dona da lanchonete Elite Cafe. Gladys lhes fala de suas dificuldades financeiras e o trio ao descobrir que causou prejuízos ao não pagar suas contas na lanchonete, resolve trabalhar ali para quitar as dívidas. O capitão de polícia Mullens (Vernon Dent) que interrogara antes os Patetas, vem até ali e lhes mostra a foto de um criminoso, "Lefty" Loomis (personagem de Kenneth MacDonald, chamado de Canhoto pela dublagem brasileira) e os Patetas o identificam como um dos assaltantes do carro blindado e por isso a foto do trio sai no jornal.
Gladys recebe a notícia que há compradores para uma propriedade rural que herdara e ela e os Patetas vão até lá para verificarem o estado atual. Dentro da casa estão os bandidos que, ao reconhecerem os Patetas, decidem matá-los. Enquanto os Patetas tentavam entrar na casa, os bandidos capturam Gladys. O trio entra na casa e são perseguidos por dois bandidos armados de revólveres e um terceiro, um corcunda deformado (Duke York) que tenta cortá-los com uma grande lâmina. Ao final, Shemp consegue imobilizar os bandidos jogando-lhes barris e a polícia chega, os prendendo. Mas Moe e Larry ficam cobertos de farinha ao serem atingidos por um barril com esse conteúdo arremessado por engano por Shemp

## Citação
Os Três Patetas acham que a casa está fechada e Moe pede aos outros dois que procurem algo para arrombarem a porta. Pouco depois volta Larry, abrindo a porta e vindo de dentro da casa.
- Larry: "Ei!"

Moe e Shemp se voltam para a Larry e veem que ele segura uma barra de ferro
- Larry: "Será que isso serve?"
- Moe: (pegando a barra) "Ótimo! Onde achou isso?"
- Larry: "Dentro da casa!"
- Moe: "Ah d..dentro da casa?"
- Larry: "Sim!  Pode usar isso?"
- Moe: "E como!" (bate na cabeça de Larry com a barra de ferro)